# 《一九八四》的世界

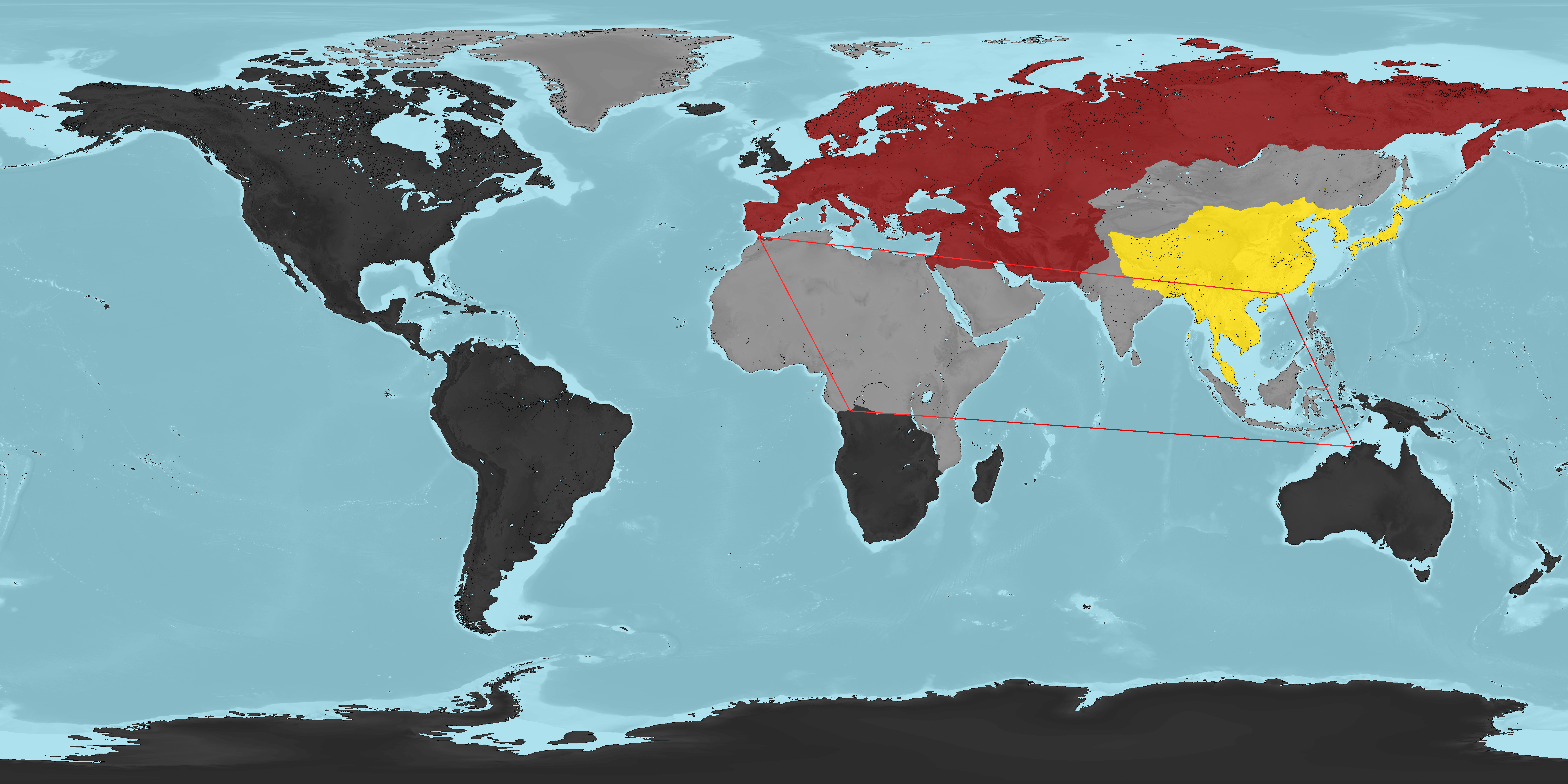
反烏托邦小說《一九八四》中的三個虛構超級大國，分別是大洋國（黑色）、歐亞國（紅色）和東亞國（黃色），「爭議地區」則以灰色標示

在乔治·奥威尔於1949 年出版的反烏托邦小說《一九八四》中，世界被劃分為三個超级大国——大洋國、歐亞國和東亞國，而這些國家均在一個主要位於赤道周圍的爭議地區內持續進行戰爭。大洋國的公民對世界的認識完全依賴於黨（即英社）所傳遞的資訊，因此我們無法得知這個世界究竟如何演變成這三個國家；同時，讀者也難以判斷這些國家是否真實存在於小說的世界，或僅是黨為了推進社會控制而編造的敘事。這些國家似乎是在1945年至1965年間，經歷核戰與內部瓦解的二十年間逐步形成的。在這個戰後世界中，極權主義成為主導意識形態，而三個超級大國分別透過新布爾什維克主義、英社會主義（簡稱「英社」）以及「殊死崇拜」（Obliteration of the Self）等思想體系來鞏固其統治。

## 概要

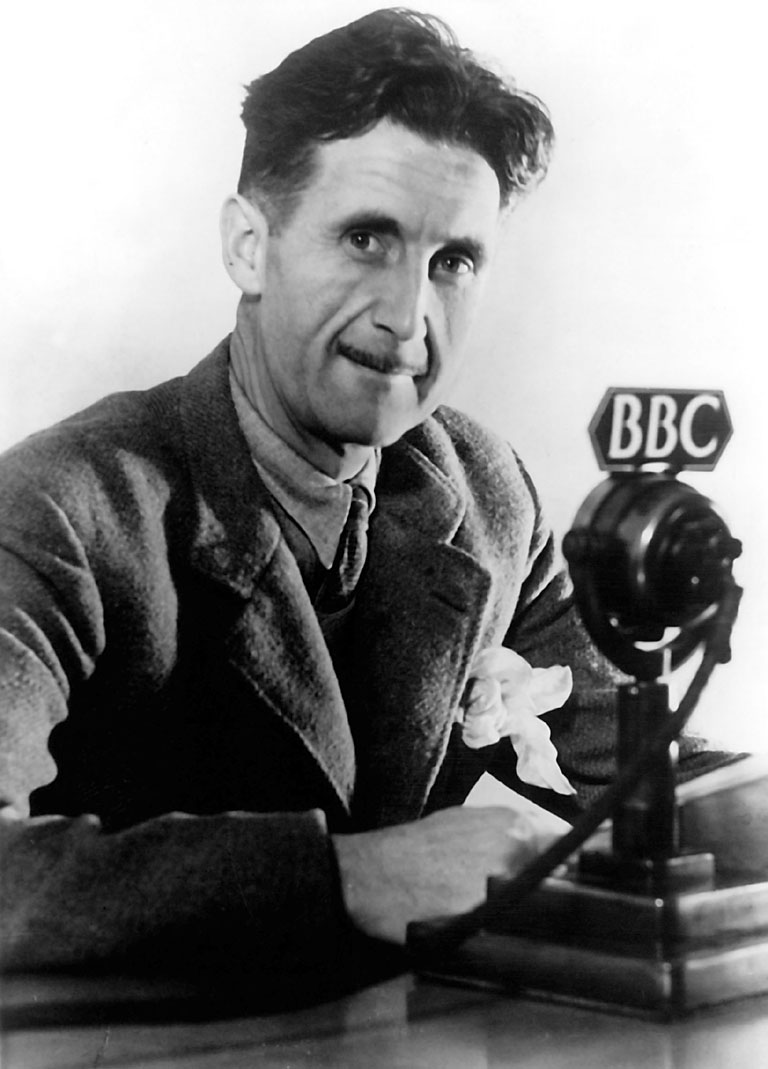
《一九八四》的作者喬治·歐威爾，其在戰時於英國廣播公司（BBC）的經歷影響了他對大洋國的創作。

讀者對大洋國及其對手的社會、政治與經濟狀況的認識，主要來自小說中所提及的著作《寡頭政治集體主義的理論與實踐》，作者為伊曼紐·高斯登。歐威爾藉由這部書作為文學手法，將《一九八四》中的過去與現在相互銜接。他創作高斯登及其著作的目的，是為了諷刺托洛茨基（高斯登的原型）於1937年出版的《被背叛的革命：蘇聯是什麼以及它將走向何方？》。 

## 描述

### 大洋國
大洋國是在一場反資本主義革命後建立的， 這場革命原本旨在解放无产阶级（平民），但最終卻將他們忽視。小說中提到，大洋國是美国与大英帝国合併後形成的。然而，文本並未說明黨是如何、何時獲得其掌控的權力，即使有相關敘述，也無法確保其真實性。大洋國的版圖涵蓋「美洲、大西洋群岛（包括不列颠群岛）、澳大利亚和非洲南部地區」。 其政治體系為英社（英國社會主義），這是對英國社會主義團體——1884年在倫敦成立的费边社的諷刺，黨透過个人崇拜將「老大哥」塑造成領袖，而內黨則負責實際的日常統治。
甚至連國家的名稱及其在地圖上的形狀都曾經不同。例如，當時「一號空降基地」並不叫這個名字，而是被稱為英格蘭或不列顛。不過，他相當確信倫敦一直都叫做倫敦。 
倫敦以外的鄉村並非用來欣賞與城市的對比，而是純粹作為運動的場所。 
大洋國由數個省份組成，其中之一便是「一號空降基地」，也就是現在的英國。整個省「破敗不堪、滿目荒涼」，倫敦則幾乎完全由「衰敗的郊區」組成。一號空降基地是大洋國人口第三多的省份，但倫敦並非首都，因為大洋國根本沒有首都。這種分散式治理使黨能夠讓每個省份都感覺自己是政治中心，避免它們產生被殖民的意識，因為沒有一個遙遠的首都成為不滿的焦點。大洋國85%的人口是無產階級（平民），其餘大多數被推測為外黨成員，而內黨則僅占2%，掌控政權。
波特兰州立大学哈特菲尔德政府学院政治学榮譽教授克雷格·L·卡爾（Craig L. Carr）指出，溫斯頓渴望革命，並回到大洋國成立之前的時代，但「在大洋國，革命是不可能的。以黑格爾式的觀點來看，歷史已經終結。大洋國不會再有政治變革，因為老大哥不會允許它發生。」卡爾認為，在大洋國，政治體制的崩潰也是不可能的。
大洋國是一個極權且高度制度化的國家，根據林斯基（Lynskey）的說法，這裡沒有法律，只有罪行。在這裡，沒有什麼是非法的；社會壓力被用來取代法律來進行控制。公民很難知道自己何時違背了黨的期望，他們處於一種持續的焦慮狀態，無法對任何問題進行深入思考，以避免犯下「思想罪」（thoughtcrime）。例如，溫斯頓開始寫日記，他不知道這是否是禁忌的行為，但他相當確信這是禁忌。在大洋國，思考即是行動，兩者之間並無區別。批評國家是被禁止的，儘管批評對國家的存續至關重要，因為國家必須擁有批評者，以便摧毀他們來展示國家的權力。大洋國的治理依賴於壓制外黨成員的思想自由或創新思維（平民被認為無能力產生思想，因此不受此限制）。
大洋國的體制極為官僚化。溫斯頓指出，無數的委員會負責行政管理，並且「即便是修理一塊窗戶玻璃，也可能拖延兩年之久」。溫斯頓說，大洋國的統治者——內黨，曾經是知識分子，包括「官僚、科學家、技術員、工會組織者、宣傳專家、社會學家、教師、記者以及職業政治家」。該國的國歌為《大洋國，我為你而唱》（英語：Oceania, 'Tis for Thee）。大洋國的官方语言是新话。大洋洲的官方貨幣是大洋幣（美元）；在一號空降基地，英鎊已經不再流通。

### 歐亞國
歐亞國由「從葡萄牙到白令海峡之間整個欧洲和亚洲的北部」。它是在苏联與同盟國之間的戰爭後，由蘇聯吞併欧洲大陆后形成的。歐亞國的意識形態則是新布尔什维克主义。

### 東亞國
東亞國由「中国及其以南的国家、日本、台灣，以及一個龐大但變動不定的满洲、蒙古和西藏的地區」組成。該國的意識形態以一個中文名稱呈現，通常稱為「殊死崇拜」，亦稱為「自我湮滅」。東亞國於1960年代成立，比歐亞國與大洋國晚十年，其形成源自其前身國家間發生的「混亂戰鬥」。

### 國際關係
自1960年代起，這三個國家就一直處於戰爭狀態。到1984年，這種局面已成常態，而且彼此之間常常互換陣營。大洋國、歐亞國與東亞國之間持續不斷的衝突，發生在一個與三國相鄰的廣大爭議地區內，該地區包括北非和中非、中东、印度次大陆、不穩定的歐亞─東亞邊界、北極冰層，以及位於印度洋與太平洋中的各群島。大部分爭議地區形成一個大致的印度洋和太平洋中的各群島。大部分爭議地區形成一個大致的四边形，以丹吉尔、布拉柴维尔、达尔文與香港，約包含全球人口的五分之一；任何掌控該區的勢力，都能獲得大量可利用的人力資源。 這三個國家主要由平民構成。溫斯頓發現，這些超級國家彼此之間存在不少相似之處，他曾說道：「令人覺得奇怪的是，不論是在歐亞國、東亞國或是在這裡，頭頂上的天空都是一樣的，而在這片天空下的人們也極為相似。」
各國均能自給自足，因此它們不會因爭奪自然資源而開戰，也不以消滅對手為主要目標；因為即使兩國結盟對抗第三國，也無任何聯盟具備足夠實力達成此目的。各國均認識到科學技術導致了過度生產，因此必須謹慎控制科學發展，以免平民或外黨期望提高生活水準。由此推導出永久戰爭的政策：各國將生產重心放在武器與軍需品上（而非消費品），藉此維持民眾的貧困狀態，使其願意為了集體利益而犧牲個人自由。正如卡爾所指出，這些國家的人民由於面臨物資短缺、排隊、基礎設施不健全以及食物匱乏的困境，「已不再被馴化，甚至無法再被馴化」。
這些國家皆為類似的單一政權。歷史學家马克·康纳利指出：「雖然各國的信念可能有所不同，但它們的目的卻一致，即在於證明並維持極權精英無可質疑的領導地位。」康內利進一步表示，由於交戰國家規模龐大，因此並不存在「大規模入侵致使數十萬人喪生」的情況，而僅發生局部小規模的遭遇戰與衝突，之後又被誇大用作國內宣傳。他描述各國之間的衝突為「高度技術化，涉及由受過高度訓練的小單位在偏遠爭議區域作戰」的形式。所有陣營曾皆擁有核武器，但在1950年代曾短暫依賴它們（当时科尔切斯特号遭到袭击）， 隨後各方均認識到核武器對任何一方而言都過於危險而不再使用 。因此，康內利指出，儘管1984年的倫敦本有可能被核武器摧毀，但實際上它從未遭受比「火箭炸彈」更嚴重的打擊——儘管每週遭受「20或30次」火箭炸彈襲擊，而這些火箭炸彈本身的威力也僅相當於第二次世界大戰時的V-1或V-2。 
然而，在任何時刻，聯盟都可能發生變化，原本相互交戰的兩國可能突然結盟對抗另一國。當這種情況發生時，過去必須立刻被重寫——報紙重新排版、舊照片被新照片覆蓋——以維持連續性。在許多情形下，與國家立場相牴觸的資料便被徹底銷毀。這種情況發生在大洋國的仇恨周期間，當時宣佈該國正與東亞國交戰並與歐亞國結盟，儘管現場集結的人群（包括溫斯頓與茱莉亞）剛剛目睹了歐亞戰俘的處決。溫斯頓描述道，當播報者發言時，「他的聲調、態度以及所說內容均未改變，但名字卻突然變了。」歐威爾將這場戰爭形容為「各方戰鬥者目標有限、無法徹底摧毀對方、缺乏實質戰爭理由，且並非因真正的意識形態分歧而對立」的衝突。作家罗伯塔·卡莱霍夫斯基（英語：Roberta Kalechofsky）指出，這些戰爭「刺激了新聞，或者說『真相』」。

## 分析

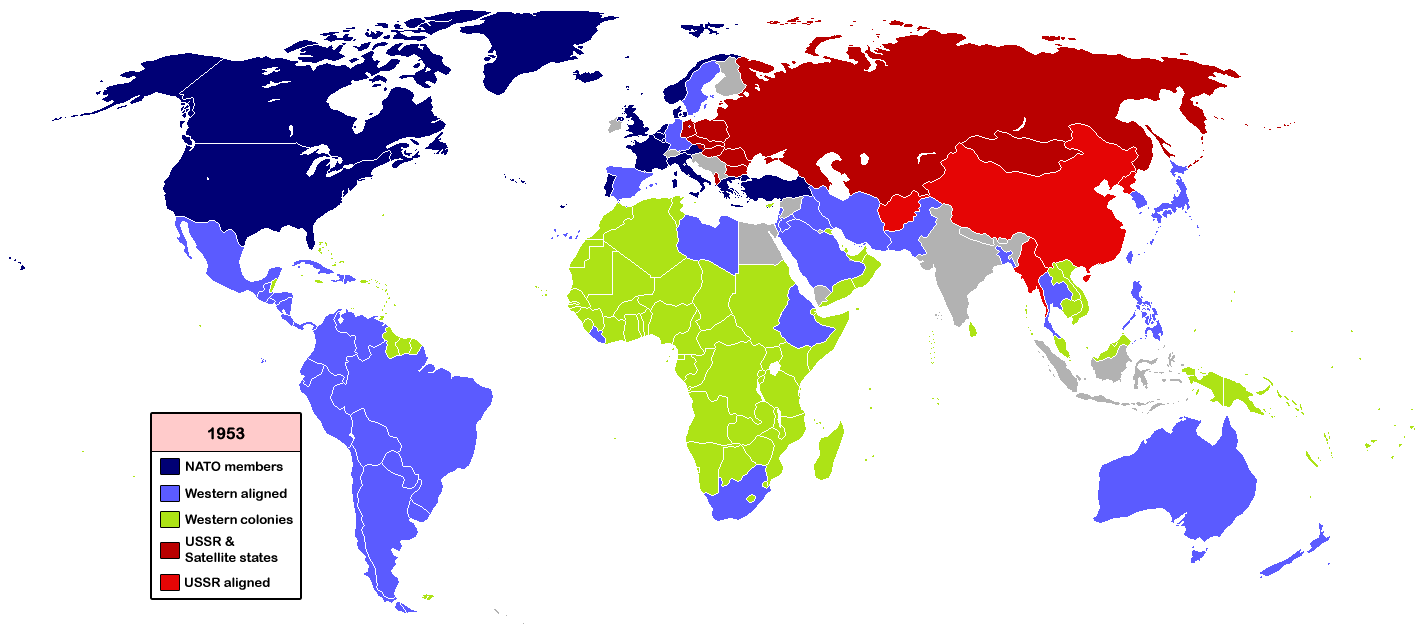
這是一張1953年的世界地圖，上面描繪了冷戰同盟的狀況，正值《一九八四》出版後不久。

《一九八四》中的超級國家，明顯地建立在歐威爾及其同時代人所熟悉的世界之上，但卻被扭曲成一個反烏托邦的現實。評論家阿洛克·拉伊 (Alok Rai) 主張，例如大洋國「是一個眾所皆知的國家」，因為儘管它是個架構於另一現實中的極權政體，但那個現實對讀者而言依然是熟悉的。大洋國所包含的概念、短語與態度，自本書出版以來就不斷被反覆引用（無休止地被引用），然而，政治学家克雷格·卡尔  則認為，這些內容同時也反映出「事態已經極度惡化且無法挽回」的現狀。
每個國家都是自給自足且封閉的：出境、入境和移民皆被禁止，國際貿易以及外語學習也同樣不允許。茱莉亞懷疑戰爭存在的真正目的是為了黨的利益，她質疑戰爭是否真實發生，並推測每天襲擊倫敦的火箭炸彈可能正是由黨自己發射，「僅僅是為了讓民眾保持恐懼」的目的。
讀者透過溫斯頓得知，這個世界並非一直如此，事實上，曾經一度更好；有一次，與茱莉亞在一起時，她拿出一塊老式的巧克力——黨發放的巧克力「味道像垃圾火堆的煙霧」——這塊巧克力讓溫斯頓回想起在大洋國創立之前的童年記憶。
克雷格·卡爾（Craig Carr）認為，歐威爾創造的大洋國和其他交戰國家並不是在預測未來，而是在警告如果情勢繼續發展下去，可能會走向的未來。換句話說，這也是可以避免的未來。卡爾接著說：
今天，我們輕易地翻開《一九八四》，看到故事中的年份已經過去，意識到大洋國並未出現，並可能自豪地回應歐威爾的警告說：「我們沒有！」這樣的想法是很容易的。換句話說，我們可能會認為，歐威爾所想像的威脅和他預見的政治危險已經過去。 

### 當代詮釋

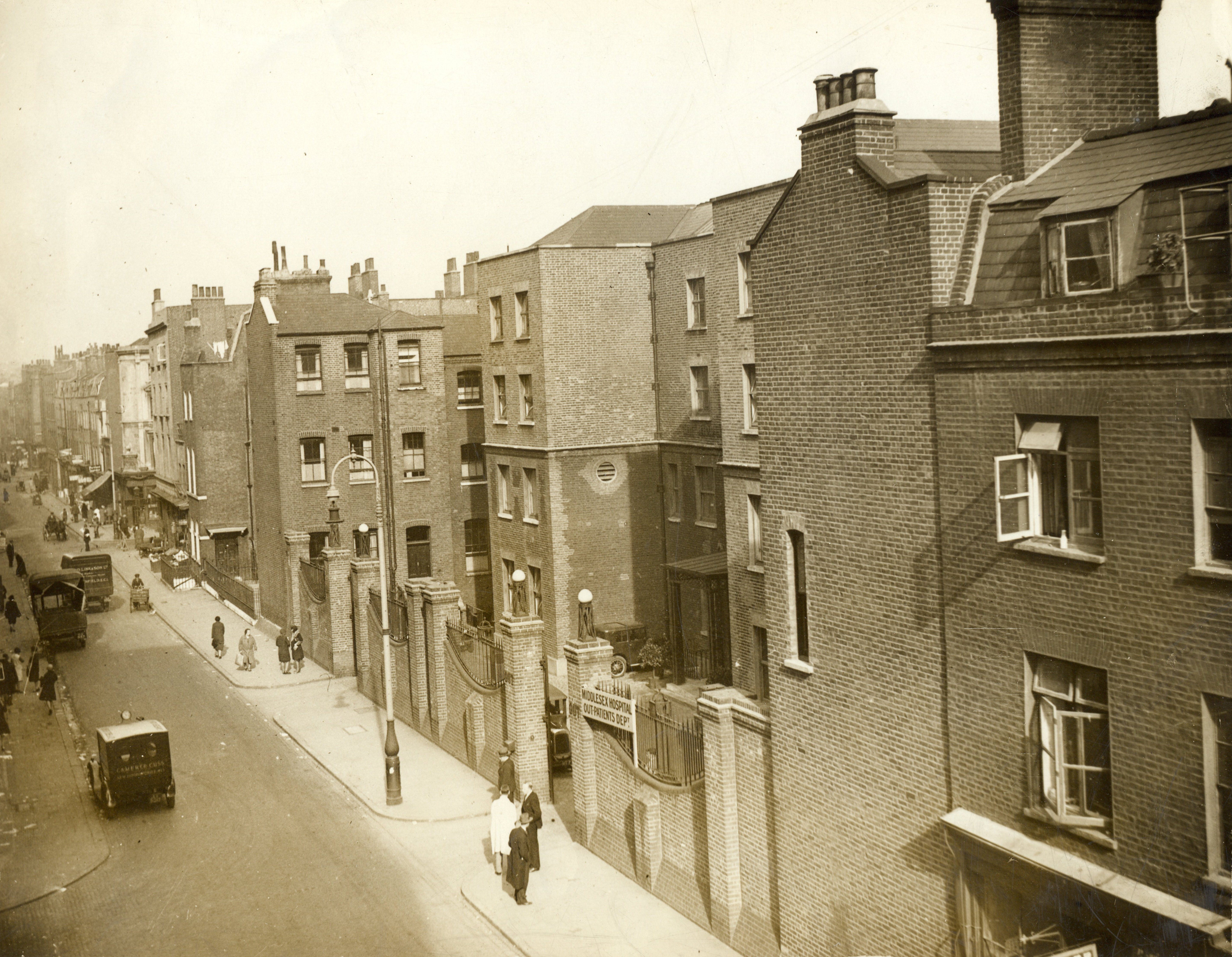
1930年的倫敦街道

經濟學家克里斯多福·丹特（Christopher Dent）在2002年指出，歐威爾對大洋國、歐亞國和東亞國的描繪「結果只部分成真。許多戰後的極權國家已經垮台，但全球經濟和政治權力的三極分化卻確實顯現出來」。他認為這種分化表現為歐洲、美國和日本之間的劃分。學者克里斯多福·貝倫茲（Christopher Behrends）評論道，1980年代美國空軍基地在英國的擴展，與歐威爾將英國歸類為歐洲戰區中的空軍基地的描述相呼應。法學學者沃爾夫岡·弗里德曼（Wolfgang Friedmann）則認為，像美洲國家組織（OAS）這樣的超國家組織的增長，「與歐威爾《一九八四》中的超國家相對應……變化將從多數大國和小國的權力平衡，轉變為兩個或三個超級大國之間更為龐大且潛在更具破壞力的權力平衡。」
同樣地，在2007年，英國獨立黨（UK Independence Party）在歐洲議會的議員向英國下议院的欧洲审查委员会提出，欧盟委员会所宣稱的將歐洲打造成「世界合作夥伴」的目標，應該解讀為「歐洲作為世界強權！」，並將其比擬為歐威爾所描述的歐亞國。該小組還表示，歐威爾所描繪的超國家雛形，可能早已在一些組織中出現，不僅在歐盟，包含東南亞國家聯盟和美洲自由贸易区。此外，該小組認為，美國當時在與其曾經幫助創造的敵人（如俾路支斯坦）也顯示出類似《一九八四》式超大國家的雛形。林斯基（Lynskey）寫道，1949年，當歐威爾病重但《一九八四》已經完成時，「戰後秩序逐漸成型。4月，十多個西方國家組成了北约。8月，俄罗斯在哈萨克草原成功引爆了第一颗原子弹。10月，毛澤東建立了中華人民共和國...大洋國、歐亞國、東亞國。」
與戰後美國有關的指控中共活動的運動，被稱為麦卡锡主义，已被拿來與《一九八四》中各國重新編寫歷史的過程進行比較，這一過程被政治哲學家約瑟夫·加貝爾（Joseph Gabel）稱為「時間掌控」。類似地，溫斯頓和茱莉亞試圖聯繫並等待來自名為「兄弟會」的秘密組織成員的聯絡，這一過程也被與克里姆林学的政治策略相提並論，後者是西方國家研究蘇聯政府微小變動，以試圖預測事件的發展學者伊恩·斯雷特（Ian Slater）指出，這些國家的持久低強度戰爭與越南戰爭相似，唯一不同的是，在歐威爾的想像中，這場戰爭是無休止的。賴（Rai）認為，大洋國擁有的複雜官僚體系與战后的工党政府可相提並論，後者控制著他所稱的「龐大的經濟指導與控制機構」，這些機構最初是為了在第二次世界大戰初期調節物資供應而設立的。賴認為，溫斯頓所描述的倫敦，也與戰後的倫敦城市情況極為契合：
他試圖從兒時的記憶中挤出一些線索，看看是否能告訴他倫敦是否一直是這樣。這裡是否總是有這些腐朽的十九世紀房屋，牆面被木樑支撐，窗戶用紙板貼補，屋頂鋪著波紋鐵，荒草叢生的花園牆歪斜向四方？還有那些被炸毀的地方，石膏塵土在空中盤旋，柳葉菊雜亂地爬過一堆堆瓦礫；以及那些炸彈掃過後留下的大片空地，竟然長出了像雞舍一樣破爛的木屋群。 
在1950年的一本書評中，西蒙（Symons）指出，奧賽尼亞那個粗糙、不安的世界對奧威爾的讀者來說是非常熟悉的：簡單的食物、沒有牛奶的茶和粗糙的酒精，這些都是戰時配給的基本食品，而在許多情況下，這些配給甚至在戰後仍然繼續存在。评论家欧文·豪認為，從那時以來，其他事件和國家 ——例如北韓——已經證明了大洋國有多麼接近。他認為，大洋國「既不真實又無法逃脫，這是一種基於我們所知的創作，但又不完全可辨認的存在」。林斯基（Lynskey）指出，大洋國的國歌《Oceania, Tis For Thee》直接參照了美國（源自《我的國家屬於你 》），他而他還認為，大洋國貨幣使用美元符號，也可能是一種對美國的暗示。

## 影響
《一九八四》中的極權國家，儘管是虛構的，但部分基於現實中的納粹德国和斯大林统治下的俄国的政權。這兩個政權使用了奧威爾在小說中後來所運用的技巧和戰術：例如歷史重寫、領袖個性崇拜、大規模清洗和公開審判等。作家切斯瓦夫·米沃什評論說，奧威爾在描繪大洋國社會時，「即便是那些只聽過奧威爾名字的人，也會驚訝於這位從未生活在俄羅斯的作家，居然能如此敏銳地洞察俄羅斯的生活」。從純粹的文學角度來看朱利安·西蒙斯(Julian Symons)認為，1984中的超級大國代表了奧威爾從缅甸到加泰罗尼亚、再到英格蘭威根的道路上的各個階段。西蒙認為，在每一個地方，角色都生活在一個「嚴密控制、禁忌重重」的社會中，並且和溫斯頓在空軍基地一號所感受到的壓迫一樣，深受這些禁忌和限制的窒息。在《前往威根碼頭》（英語：The Road to Wigan Pier)一書中，奧威爾詳細地檢視了工人階級的生活；而在《一九八四》中的一個場景，溫斯頓看到一位無產階級婦女掛衣服，這一情節呼應了奧威爾在早期作品中，觀看一位婦女在貧民窟的後巷裡，試圖用棍子疏通排水管的場景。
奧威爾在戰時任職於資訊部門，根據賴（Rai）所述，他「親身經歷了官方操控資訊流通的過程，具有諷刺意味的是，這種操控是為了『民主』對抗『極權主義』。」當時，他私下曾指出，他可以看到英國廣播公司（BBC）可能成為極權主義工具的潛在可能性，而這種情形後來被他用於創造大洋國社會。林斯基（Lynskey）認為，同樣地，在二戰期間，奧威爾需要做一些親蘇的廣播，讚揚英國的盟友蘇聯。然而，戰後，隨著冷戰的陰影逐漸浮現，這一形象需要迅速被拋棄，根據林斯基的說法，這正是大洋國在仇恨週期間改變盟友的歷史起源。

## 比較
《一九八四》中的超級大國已被文學學者與其他反烏托邦社會進行比較，如奥尔德斯·赫胥黎在《美丽新世界》中创造的社会、叶夫根尼·扎米亚京的《我们》、弗朗茨·卡夫卡的《审判》、  F·斯金纳的《瓦尔登湖 II》和安东尼·伯吉斯的《發條橘子》 儘管歐威爾描繪的1940年代的倫敦，在本質上與赫胥黎的技術進步社會，或札米亞京的以科學與邏輯為基礎的社會截然不同。 多利安·林斯基（Dorian Lynskey）在他2019年出版的歷史書《真理部》中也指出：「《我們》中的平等和科學進步對歐威爾的靜態、層級化的專制政權而言毫無意義；而《1984》中的有組織的欺騙是札米亞京作品中未曾關注的核心問題。」